# アナスタシア・チェボタリョーワ
アナスタシア・チェボタリョーワ（ロシア語: Анастаси́я Саве́льевна Чеботарёва、ラテン文字転写例: Anastasia Savel'evna Chebotareva、1972年8月8日 - ）は、ロシアのヴァイオリニスト。

## 経歴
1972年、オデッサ生まれ。モスクワ中央音楽学校を経て、モスクワ音楽院に学び、同院修士課程を修了した。2004年に「ロシア功労芸術家」の称号を授与されている。

## 略歴
1972年、オデッサ生まれ。5歳の時からヴァイオリンを始め、8歳からイリーナ・ボチコーヴァに師事する。1989年、パガニーニ国際コンクールで第4位に入賞し、1991年モスクワ中央音楽学校を卒業した。同年のユペントス国際音楽祭においても入賞し、1992年のロドルフォ・リピツァー賞ヴァイオリン・コンクールで優勝、1994年の第10回チャイコフスキー国際コンクールのヴァイオリン部門で最高位（第1位なしの第2位）を獲得した。
ヤンケレーヴィチやコーガン、トレチャコフ、ムローヴァ等近代音楽史に燦然と輝く演奏家を数多く輩出したヤンポリスキーの流派に属する。

## 活動
世界各地でソリストとしてオーケストラと共演するほか、リサイタルなどで活動している。日本ではテレビドラマ（「海峡を渡るバイオリン」）に出演した。

## 教職
1999年にモスクワ音楽院の助教授に就任するなど、かなり早い時期から教育活動に取り組んでいる。これに関し、本人はインタビューの中で、「前世代から受け継いだ奏法を次世代に引き継ぐことは、ソビエト連邦の崩壊という時代の移行期に属する私のような人間にとっては、特に重要な責務である」と語っている。一時期、くらしき作陽大学で特任教授を務めていた。

## ディスコグラフィー
- アナスタシア〜カルメン幻想曲〜（2000年12月）
- アナスタシア〜モスクワの思い出〜（2001年4月）
- 情熱のアンダルーサ（2002年4月）
- 岩代太郎 with アナスタシア「ARCO〜アルコ〜」（2002年12月）
- アナスタシア〜ポートレイト・ドゥ・ファンタジー（2003年4月）
- チャイコフスキー／メンデルスゾーン：ヴァイオリン協奏曲（2003年8月）
- 愛のテーマ〜シネマ・コレクション〜（2004年5月）
- ヴァルス・ドゥ・フルール〜花のワルツ（2005年6月）
- ツィゴイネルワイゼン〜ロマンティック・ヴィルトゥオーゾ（2005年12月）
- ヴァイオリンベスト〜アナスタシア LIVE RECITAL OF ANASTASIA（DVD）